# اوزلدانژ
اوزلدانژ (به لوکزامبورگی: Useldeng) یک شهرداری در استان ردانژ کشور دوک‌نشین لوکزامبورگ است که ۲۳٫۹۲ کیلومترمربع مساحت دارد و جمعیت آن در سال ۲۰۱۱ میلادی ۱۵۰۶ نفر بوده‌است.

## بخش ها

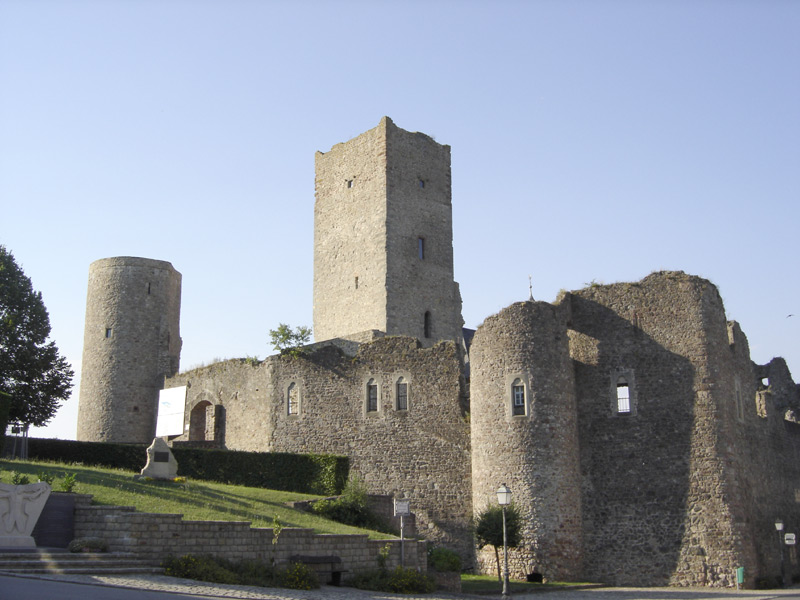
دژ اوزلدانژ

شهرداری اوزلدانژ دارای چهار بخش زیرمجموعه می‌باشد.
- اورلانژ (Everlange)
- ریپوایلر (Rippweiler)
- شاندل (Schandel)
- اوزلدانژ (Useldange) مرکز

## آمار جمعیت
تاریخچه رشد جمعیت این شهرداری در جدول زیر آمده‌است  :
| سال  | جمعیت |
| ---- | ----- |
| ۱۸۲۱ | ۹۰۱   |
| ۱۸۵۱ | ۱۲۱۰  |
| ۱۸۸۰ | ۱۳۰۴  |
| ۱۹۱۰ | ۱۱۴۹  |
| ۱۹۳۵ | ۱۰۷۸  |
| ۱۹۴۷ | ۱۱۴۹  |
| ۱۹۶۰ | ۱۰۳۱  |
| ۱۹۷۰ | ۱۰۵۹  |
| ۱۹۸۱ | ۱۰۴۰  |
| ۱۹۹۱ | ۱۰۸۴  |
| ۲۰۰۱ | ۱۳۰۱  |
| ۲۰۰۴ | ۱۳۲۹  |
| ۲۰۰۷ | ۱۳۴۷  |
| ۲۰۱۰ | ۱۴۷۲  |
| ۲۰۱۱ | ۱۵۰۶  |